# Habsburg

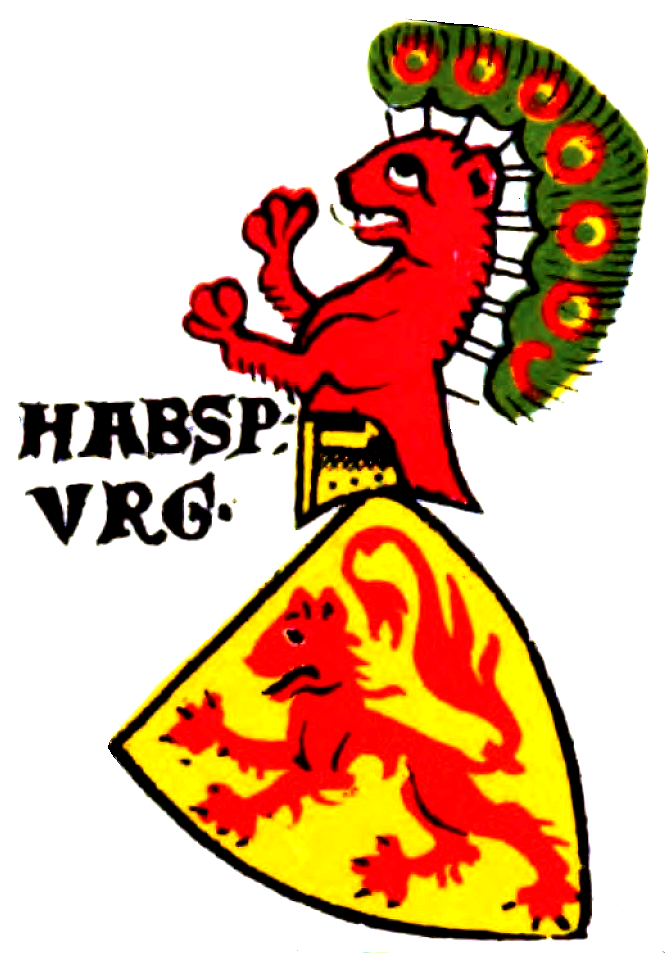
Stammwappen der Habsburger (in der Zürcher Wappenrolle um 1340)

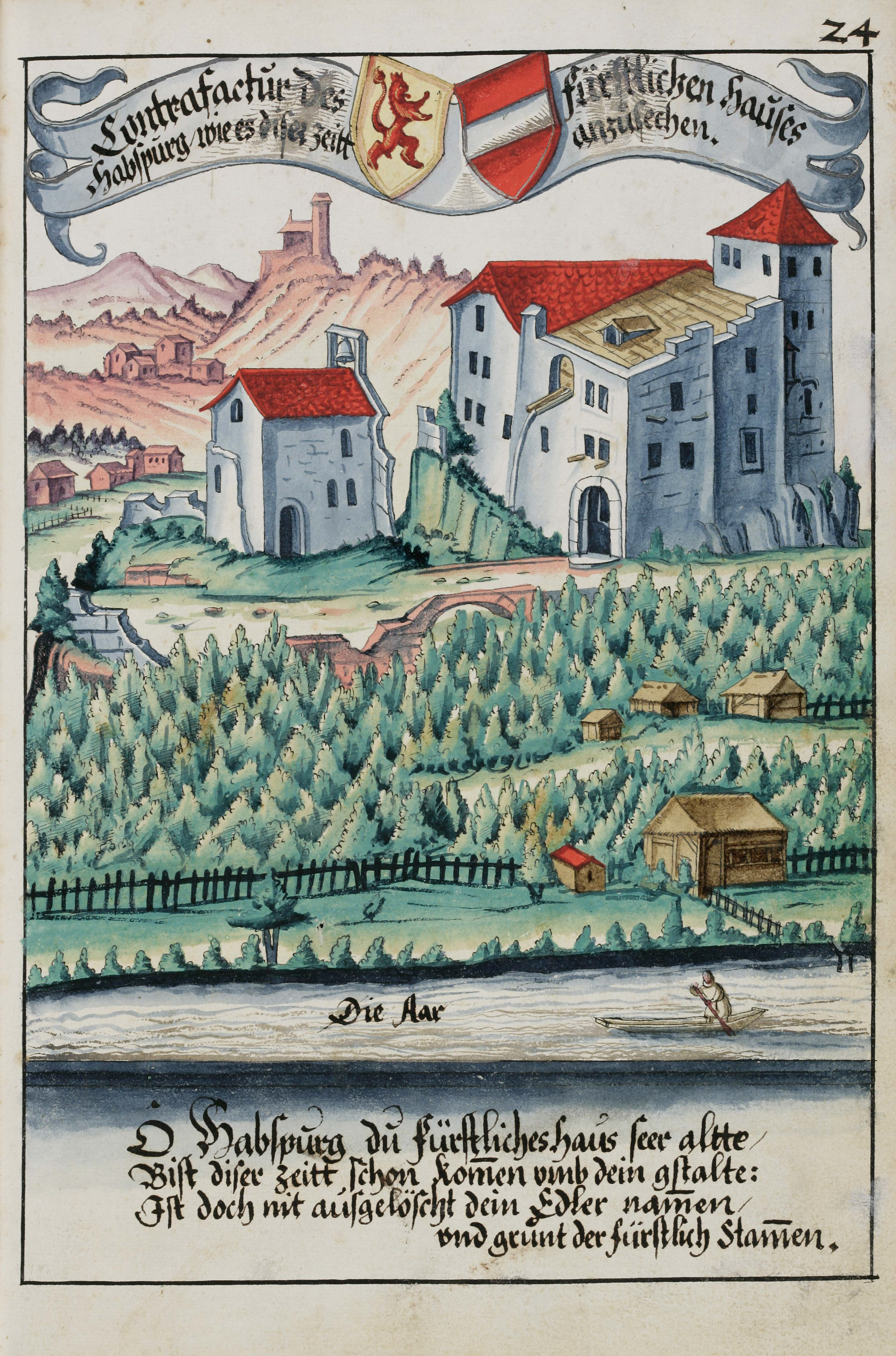
Ansicht der Habsburg von Hans Ulrich Fisch, 1634.

Die Habsburger (auch Haus Habsburg, kurz Habsburg, Haus Österreich oder Casa de Austria) sind ein nach ihrer Stammburg im heutigen Schweizer Kanton Aargau benanntes europäisches Fürstengeschlecht. Aus der 1740 im Mannesstamm erloschenen Dynastie ging durch die Heirat von Erzherzogin Maria Theresia von Österreich mit Herzog Franz Stephan von Lothringen das Haus Habsburg-Lothringen hervor.
Seit dem Spätmittelalter stiegen die Habsburger zu einer der mächtigsten Fürstenfamilien Europas auf und stellten bis zum Ende des Heiligen Römischen Reiches 21 römisch-deutsche Könige und Kaiser und von 1804 bis 1918 die Kaiser von Österreich. Ausgehend von ihrer im 13. Jahrhundert errungenen Hausmacht über das Herzogtum Österreich erlangten sie zeitweilig die Herrschaft über einen ausgedehnten Länderkomplex, der zudem Ungarn, Böhmen, Teile Italiens und die Niederlande umfasste sowie die Königreiche Spanien und Portugal mit deren Kolonialreichen in Amerika, Afrika und Asien.

## Allgemeines
Die Bezeichnung „Haus Österreich“ wurde im 14. Jahrhundert vom wichtigsten Erbland der Habsburger, dem Herzogtum Österreich, auf die Dynastie übertragen und später auf sämtliche von ihr beherrschten Länder. Wien, die Hauptstadt des Herzogtums, war ab dem ausgehenden Mittelalter die bevorzugte Residenz der Dynastie. Nach der Aufwertung des österreichischen Herzogtums zum Erzherzogtum bürgerte sich die Bezeichnung Erzhaus für die Herrscherfamilie ein. Sie war die einzige, die den von ihr selbst geschaffenen Titel Erzherzog(in) verwendete.
Die Stammlande der Habsburger lagen im Norden der heutigen Schweiz. Zu Beginn ihres Aufstiegs zu deutscher und europäischer Machtstellung verfügten sie zudem über weiteren Landbesitz im Herzogtum Schwaben, vor allem im Oberelsass zwischen Basel und Straßburg. Im Oktober 1273 wurde Rudolf I. als erster Habsburger zum Römisch-deutschen König gewählt. Durch den Sieg über seinen Konkurrenten bei der Königswahl, Ottokar von Böhmen, gelang es ihm, für sich und seine Söhne die Herzogtümer Österreich, Steiermark und Krain zu sichern. Weitere bedeutende territoriale Zugewinne machten die Habsburger 1335 mit dem Herzogtum Kärnten und 1363 mit der Grafschaft Tirol. Von 1438 bis 1457 fiel auch das Königreich Böhmen zum ersten Mal unter habsburgische Herrschaft.
Der Aufstieg zu europäischer und weltweiter Bedeutung gelang der Dynastie infolge der Heiratspolitik Maximilians I. Durch seine Ehe mit Maria von Burgund gewann er für sein Haus das riesige Erbe Karls des Kühnen, das die reichen burgundischen Niederlande und die Kernlande der Burgunderherzöge umfasste. Infolge der Heirat von Maximilians Sohn aus dieser Ehe, Philipp dem Schönen, mit Johanna, der Universalerbin der Kronen von Kastilien und Aragon, stieg das Haus Österreich zur mächtigsten Dynastie Europas auf. Maximilians Enkel, Kaiser Karl V., fielen nicht nur die deutschen und burgundischen Erblande seines Hauses zu, sondern auch Spanien mit seinem Kolonialreich und dem Königreich Sizilien. Darüber hinaus gewann Karls Bruder Ferdinand für sein Haus 1526/1527 dauerhaft die Herrschaft über Böhmen sowie über Kroatien und Teile Ungarns. Mit der böhmischen Krone war zudem die Kurfürstenwürde verbunden. Fortan gehörten die Habsburger zu dem Kollegium, dem die Wahl des römisch-deutschen Königs zustand. Von 1439 bis 1806 stellte das Haus nahezu ununterbrochen die Könige und Kaiser des Heiligen Römischen Reiches.
Nach der Abdankung Karls V. 1555 teilte sich die Dynastie in eine spanische und eine österreichische Linie. Erstere herrschte von 1580 bis 1640 auch über Portugal und dessen überseeische Besitzungen. Die Weltmachtstellung Spaniens in dieser Zeit und die Umklammerung Frankreichs durch die Besitzungen der Habsburger verschärfte jedoch den seit der burgundischen Hochzeit bestehenden Habsburgisch-bourbonischen Gegensatz, der zahlreiche Kriege und den Abstieg Spaniens zu einer Macht zweiten Ranges zur Folge hatte. So löste der Tod Karls II., mit dem die spanischen Habsburger im Jahr 1700 im Mannesstamm ausstarben, den Spanischen Erbfolgekrieg aus. An dessen Ende fiel Spanien an eine Nebenlinie des mit den Habsburgern konkurrierenden Hauses Bourbon.
Zur gleichen Zeit stieg das Habsburgische Österreich zur europäischen Großmacht auf. In den Türkenkriegen erweiterte es seit dem ausgehenden 17. Jahrhundert seine Herrschaftsgebiete in Ungarn und auf dem Balkan auf Kosten des Osmanischen Reichs. Zwar erlosch auch die österreichische männliche Linie 1740 mit Kaiser Karl VI., aber ihm war es zuvor gelungen, die meisten europäischen Mächte zur Anerkennung der Pragmatischen Sanktion zu bewegen, die seiner ältesten Tochter Maria Theresia die Herrschaft ermöglichte. Aus ihrer Verbindung mit Franz Stephan, dem Herzog von Lothringen, der als Franz I. die Kaiserwürde erlangte, ging das Haus Habsburg-Lothringen hervor, dem bis 1806 alle römisch-deutschen Kaiser entstammten. Der letzte von ihnen, Franz II., begründete 1804 als Franz I. das Kaisertum Österreich, das 1867/68 zur Doppelmonarchie Österreich-Ungarn umgewandelt wurde und bis 1918 bestand. Nach 1918 mussten die Habsburger auf ihre Herrschaftsansprüche sowohl in Österreich als auch in Ungarn verzichten.
Zeitweise herrschten die Habsburger auch über andere europäische Gebiete, unter anderem über die Freigrafschaft Burgund, in Oberitalien über Mailand sowie Teile der Lombardei und über die früher Vorderösterreich genannten Länder in Oberdeutschland. Sekundogenituren (Nebenlinien) regierten ab dem 18. Jahrhundert in der Toskana, in Modena und in Parma sowie kurze Zeit im 19. Jahrhundert in Mexiko.
Familienoberhaupt ist seit 2007 Karl Habsburg-Lothringen als ältester Sohn Otto von Habsburgs, des letzten Kronprinzen Österreich-Ungarns.

## Habsburg als das Haus Österreich (Casa de Austria)

Hauswappen gekrönt mit dem Erzherzogshut, 1512

Haus Österreich (lateinisch domus Austriae, spanisch Casa de Austria, französisch Maison d’Autriche, italienisch Casa d’Austria) ist eine Bezeichnung sowohl der habsburgischen Hausmacht (der Territorien der Habsburgermonarchie, insbesondere der Erblande) als auch des ganzen Adelsgeschlechts in der österreichischen und der spanischen Linie und ihren Nebenlinien.
Die Bezeichnung Haus Österreich hat ihre Herkunft vom lateinischen Ausdruck domus Austriae. Sie ist 1326 erstmals nachweisbar und setzte sich ab der ersten Hälfte des 15. Jahrhunderts als übliche Bezeichnung auch auf Deutsch durch. Mit der Gründung des Kaisertums Österreich 1804 verlor der Begriff an Bedeutung.
Habsburgermonarchie (auch Habsburgisches Reich) war die inoffizielle Bezeichnung für die in Personalunion regierten gesamten Herrschaftsgebiete des habsburgischen Geschlechts in der Neuzeit bis 1918 in Europa (in der Regel ohne die Länder der spanischen Habsburger), also seine Erblande, die dem Haus erblich verbunden waren, und die jeweiligen gewählten Ämter.

## Geschichte

### Frühe Habsburger nach den Acta Murensia (bis 1279)

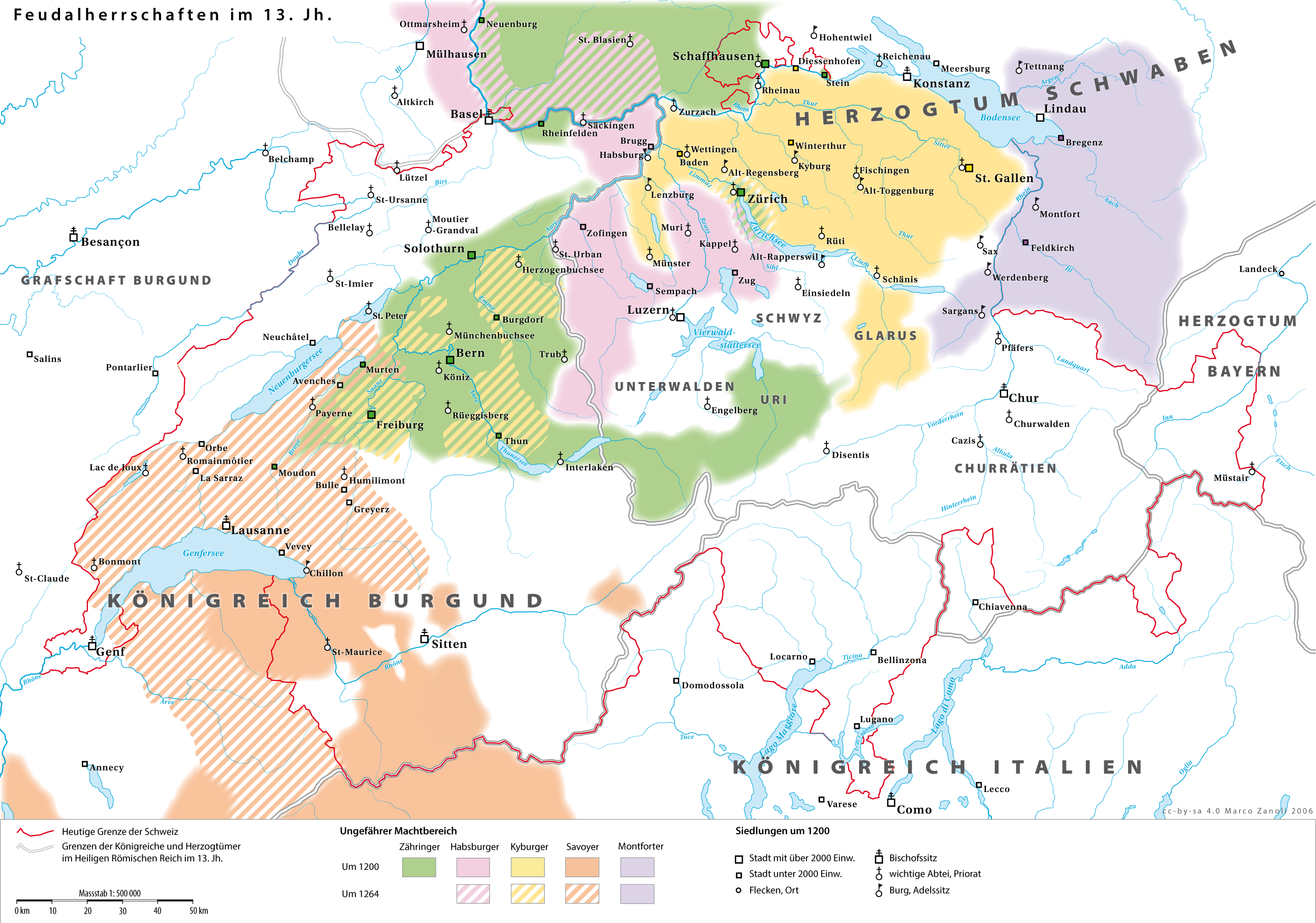
Gebietsansprüche der Habsburger um 1200

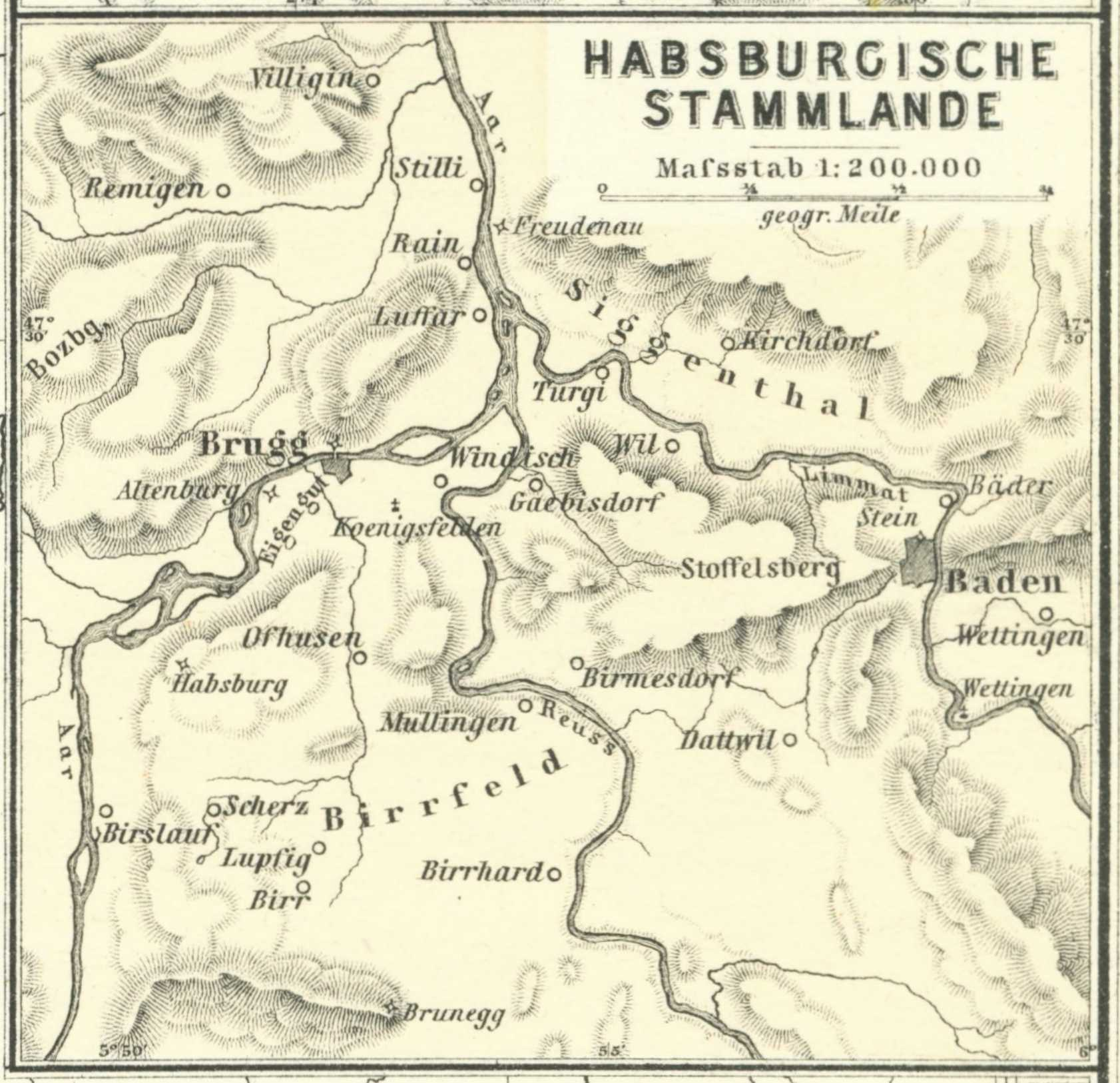
Habsburgische Stammlande (Karte von 1879)

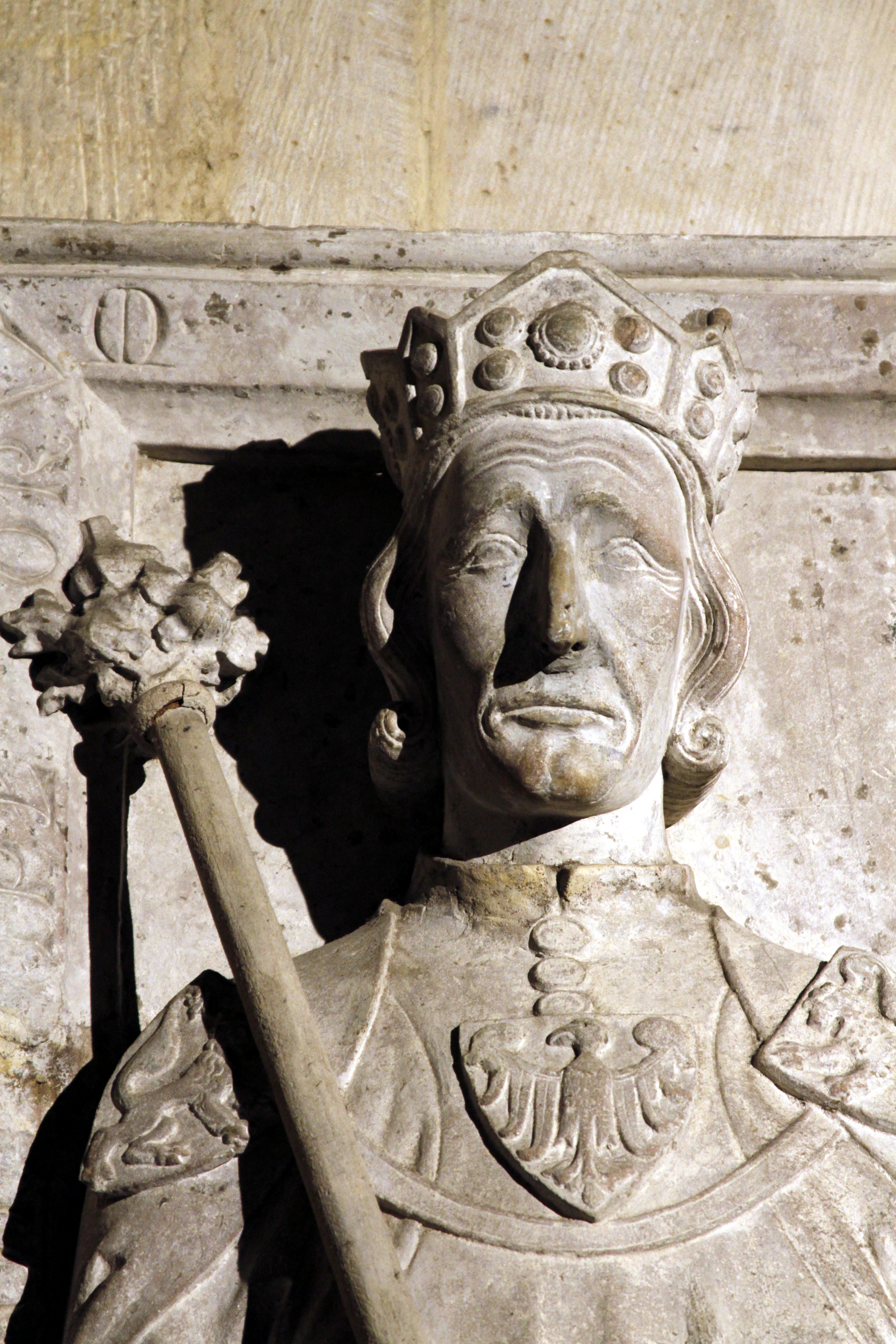
Rudolf I., ab 1273 erster römisch-deutscher König aus dem Hause Habsburg, begründete die überregionale Bedeutung seiner Dynastie

Die frühen Generationen der Habsburger lassen sich einerseits auf Grund genealogischer Aufzeichnungen rekonstruieren, die bereits 1160 erstellt worden waren, und andererseits auf Grund des Testamentes von Werner I. (1030–1096). Wobei das Testament auf 1027 datiert ist, jedoch vermutlich um 1085 geschrieben wurde. Habsburgische Stammbaumforscher wie etwa Albrecht von Bonstetten oder Jakob Mennel arbeiteten schon um 1500 komplette Stammbäume ihres Geschlechtes aus. Diese frühen Genealogien führen u. a. römische Adelige, Priamos von Troja (Sohn Jupiters) und König Artus als direkte Vorfahren an. Dies war eine durchaus übliche Methode (als Beispiel sei die Zimmerische Chronik genannt, wo Graf Froben sich ebenfalls auf antike Vorfahren bezieht). Historisch fundierte Ergebnisse über diese frühen Stammbaumverhältnisse sind nicht vorhanden. Einzig die Namen lassen sich belegen.
Der Etichone Guntram der Reiche († 973) soll nach den 1160 erstellten Stammbäumen der Acta Murensia der Stammvater sein. Eine andere Quelle erwähnt einen Guntram, der Graf am Oberrhein gewesen sein soll.

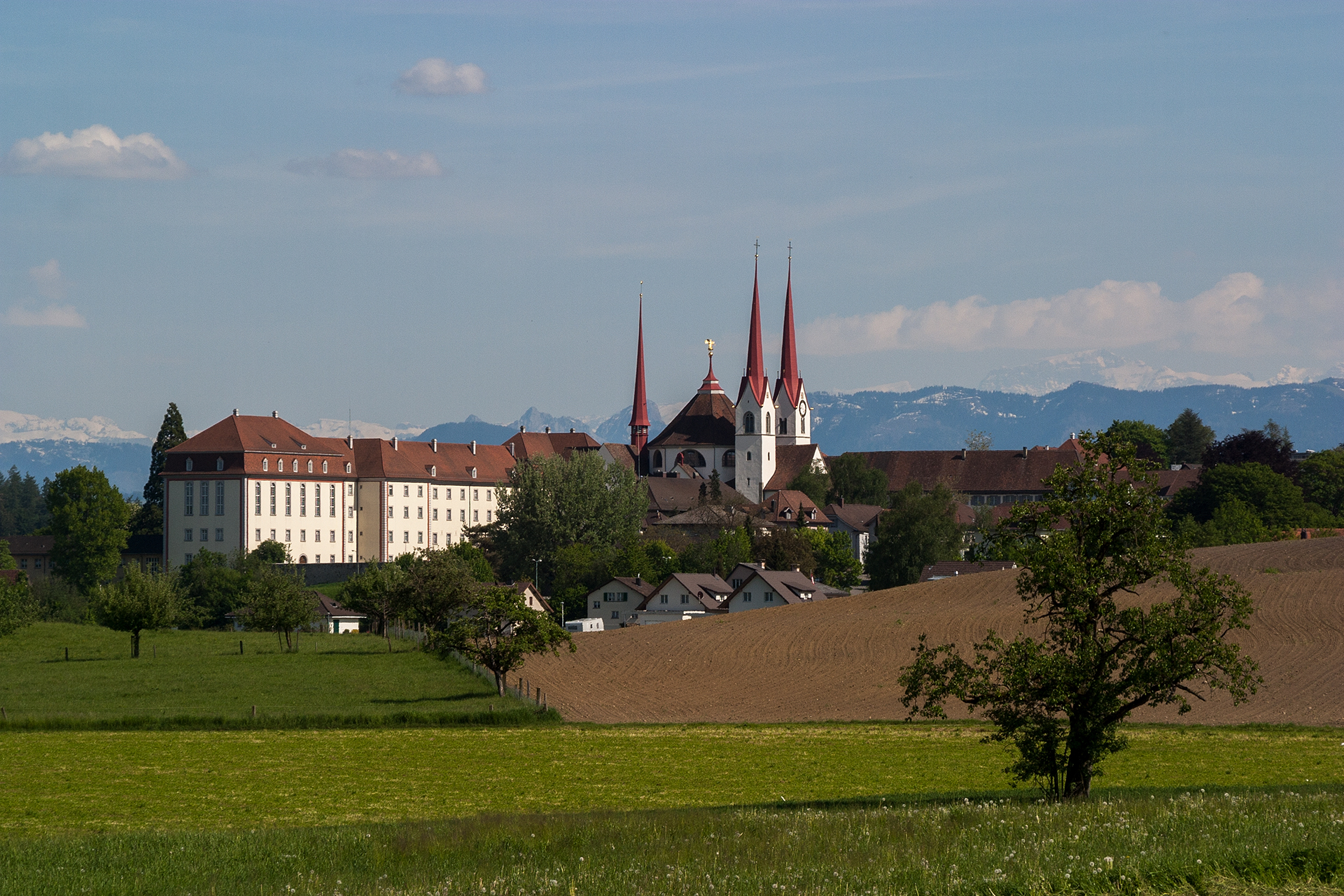
Kloster Muri, Schweiz (Kanton Aargau): Gründung der Grafen von Habsburg (1027)

Um 1027 gründete Radbot (985–1045) zusammen mit seiner Ehefrau Ita von Lothringen (995–1035) das Benediktinerkloster Muri, sein Bruder Rudolf (985/990– um 1063) das im Oberelsass befindliche Kloster Ottmarsheim. Als Herrschaftsmittelpunkt wurde um 1020 von Radbot oder von einem Werner I. (1030–1096) die Burg Habsburg errichtet, welche sich in der gleichnamigen heutigen Schweizer Gemeinde Habsburg befindet. Die Habsburger hatten auch weitere Burgen errichtet. Otto, Graf von Habsburg († 1111) war der erste der Familie, der sich von Habsburg nannte. Im 11. und 12. Jahrhundert bauten die Habsburger ihre Territorien aus. Sie erwarben Vogteien und Grafschaftsrechte. Sie wurden so Landgrafen im Oberelsass (Sundgau) und Vögte des Straßburger Hochstifts und beanspruchten das Erbe der Grafen von Kyburg, so dass sie Ländereien im Zürichgau, in Schwyz, Unterwalden, im Aargau, Frickgau und in Uri in Besitz nahmen; diese Gebiete nannte man später Stammlande.
Die erste Hausteilung fand im frühen 13. Jahrhundert statt. Albrecht IV. war der Begründer der älteren Linie und Rudolf III. der der Linie Habsburg-Laufenburg. Durch die Konkurrenz entstand eine räumliche Trennung. Obwohl Rudolf III. nicht zu einer Nebenrolle verdammt wurde, gelang es ihm nicht, ein eigenes Herrschaftszentrum in der Innerschweiz aufzubauen. Spätere Versuche wurden häufig von der älteren Linie durchkreuzt.
Albrechts Sohn Rudolf IV. konnte dagegen sein Reich systematisch ausbauen. Es gelang ihm, seine Herrschaft auf den Schwarzwald auszudehnen. Durch das Kyburger Erbe konnte er zudem die Ost- und Nordostschweiz für sich beanspruchen. So wurde er zu einem mächtigen Herrn am Oberrhein. Seine Wahl zum römisch-deutschen König 1273 als Rudolf I. krönte seinen Erfolg.

### Begründung der Machtstellung Habsburgs

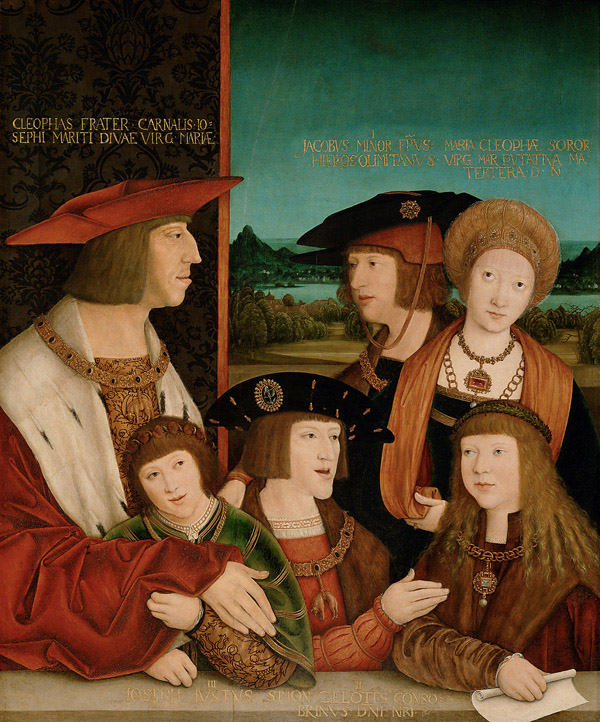
Kaiser Maximilian I. legte den Grundstein für die Macht des Hauses Österreich mit seiner europäischen Heiratspolitik der Habsburger

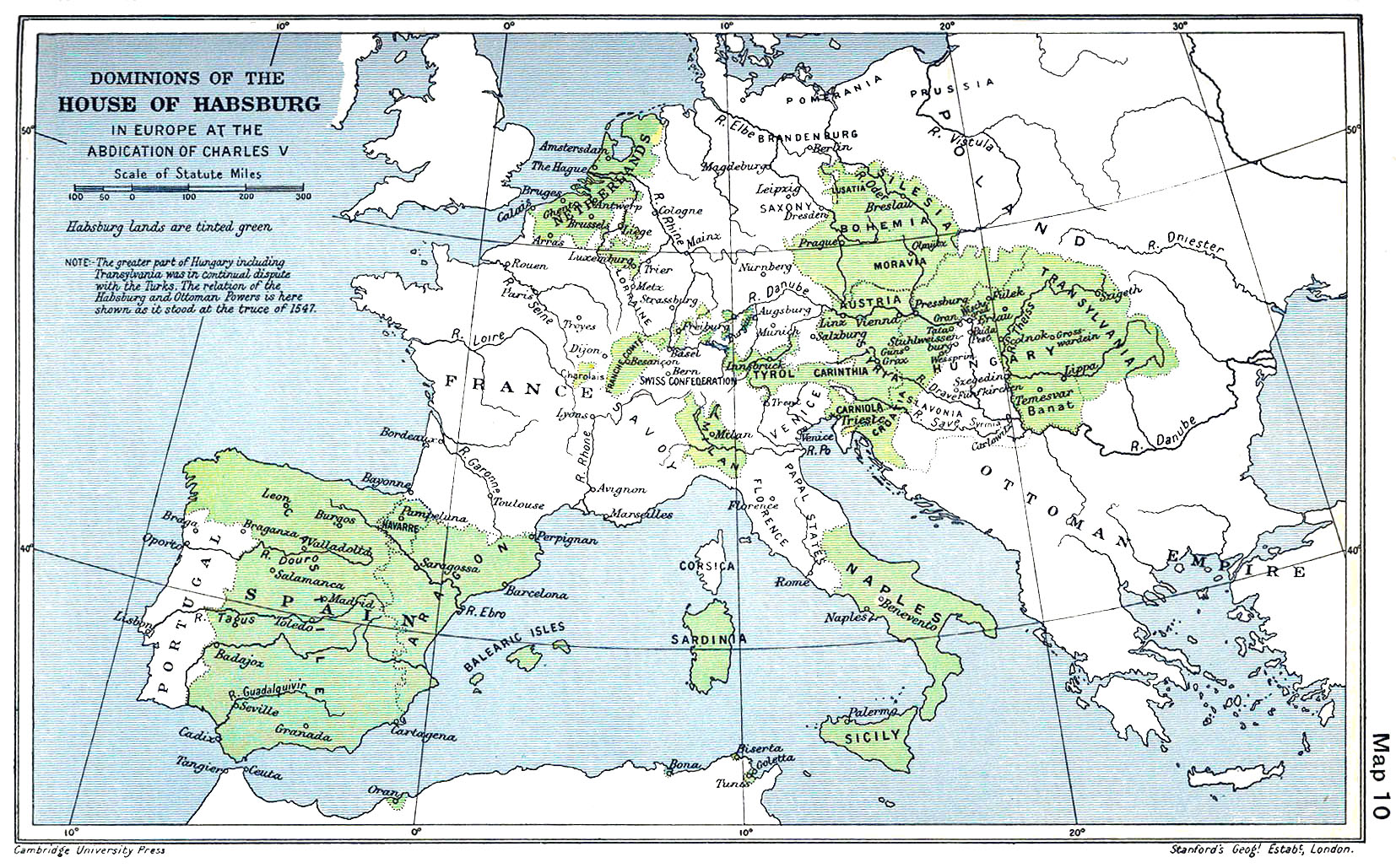
Herrschaftsbereich der Habsburger vor der Teilung von 1556 in der Alten Welt

Der erste Habsburger auf dem römisch-deutschen Königsthron, Rudolf I., war ein bestenfalls regional, im Südwesten des Reichs bedeutender Graf. Fünf Jahre nach seiner Wahl, am 26. August 1278, besiegte er jedoch seinen weitaus mächtigeren Rivalen, Ottokar von Böhmen in der Schlacht auf dem Marchfeld östlich von Wien. Da Ottokar in der Schlacht gefallen war, zog Rudolf I. die von ihm beanspruchten Herzogtümer Österreich, Steiermark und Krain als erledigte Reichslehen ein und verwaltete sie zunächst selbst. Seine Hausmacht stärkte er weiter, indem er Ottokars Sohn Wenzel II. die Herrschaft über Böhmen und Mähren beließ, ihn aber mit einer seiner Töchter verheiratete. 1283 vergab Rudolf I. die Herzogtümer Österreich und Steiermark als Lehen an seine Söhne Albrecht I. und Rudolf II. und bewirkte so den Aufstieg seines Hauses vom Grafen- in den Fürstenstand. In beiderseitigem Einvernehmen verwaltete Albrecht I. Österreich und die Steiermark allein, während Rudolf II. sich auf den alten Familienbesitz im Aargau und im Oberelsass zurückzog.
Nachdem der letzte Meinhardiner Heinrich von Kärnten am 2. Mai 1335 gestorben war, übertrug Kaiser Ludwig der Bayer den Herzögen von Österreich, Albrecht II. und dessen Bruder, Otto dem Fröhlichen, die Herzogtümer Kärnten und Krain als Reichslehen. Im Jahr 1363 gelang es Herzog Rudolf IV. auch die Grafschaft Tirol an die Habsburger zu bringen. Innerhalb weniger Generationen hatten sich die Habsburger also eine bedeutende Hausmacht aufgebaut. Mit dem Verlust der althabsburgischen Besitzungen infolge der Schweizer Habsburgerkriege im 14. und 15. Jahrhundert verlagerte sich ihr Machtzentrum endgültig in das Ostalpengebiet. Die Habsburg selbst fiel 1415 an die Eidgenossen. Dennoch blieben die Beziehungen der Habsburger zu ihrem früheren Kernland eng. Dies zeigte sich unter anderem am Kloster Muri und an der Abtei Königsfelden, zuletzt am jahrzehntelangen Aufenthalt der letzten Kaiserin, Zita, in der Schweiz.
Die Nichtberücksichtigung im Kreis der Kurfürsten in der Goldenen Bulle veranlasste Herzog Rudolf IV. 1358 / 1359 zu einer Fälschung, dem Privilegium Maius, in dem er den Erzherzogstitel, der später für die Habsburger charakteristisch wurde, für sich beanspruchte. Jedoch kam schon der italienische Gelehrte Francesco Petrarca zu dem Urteil, dass die Urkunden gefälscht worden waren. Das Privilegium Maius wurde erst 1453 durch den Habsburger Kaiser Friedrich III. bestätigt und reichsrechtlich anerkannt.
Das Erzhaus forderte für sich eine nahezu sakrale Stellung in der Gesellschaft und im Gefüge des Reiches, verbunden mit dem Anspruch auf die Kaiserkrone. Ausdruck dieser Geisteshaltung ist das von Kaiser Friedrich III. eingeführte Motto A.E.I.O.U., dessen Ausdeutung bis heute mannigfaltige Spekulationen auslöst. Die Pietas Austriaca des Erzhauses, das es auch liebte sich als Casa d’Austria zu bezeichnen und somit seinen Herrschaftsanspruch in Spanien und Italien bekräftigte, wird eindrucksvoll auf der Pestsäule zum Ausdruck gebracht, die 1679 von Kaiser Leopold I. der Dreifaltigkeit gewidmet und in Wien errichtet wurde. An ihren drei, die Trinität Gottes repräsentierenden Seiten sind die Wappen und Kronen Österreichs, Böhmens und Ungarns zu sehen, wobei Österreich bezeichnenderweise nicht den Herzogshut, sondern die Kaiserkrone trägt. Gewaltige, von Engeln gehaltene steinerne Schriftrollen erläutern dem Betrachter das habsburgische Staatsprogramm: Österreich mit der Kaiserkrone ist dem Deo Patri Creatori, Böhmen mit der Wenzelskrone dem Deo Filio Redemptori und Ungarn mit der Stephanskrone dem Deo Spiritui Sanctificatori zugeordnet. Der himmlischen Dreieinigkeit entsprechen auf Erden die drei Hauptländer der Habsburger – jedes für sich selbständig, aber zu einer unlösbaren Einheit zusammengeschlossen, zum Heil des Erdkreises. Die Grablege der Habsburger in der Kapuzinergruft zu Wien unterstreicht den sakralen Charakter des Erzhauses.

### Die Habsburger als römisch-deutsche Kaiser und Könige von Spanien und Portugal
Seit der Wahl König Albrechts II. 1438 stellten die Habsburger – mit Ausnahme Kaiser Karls VII. (1742–1745) – alle Kaiser des Heiligen Römischen Reiches bis zu dessen Ende 1806.
Mit Hilfe ihrer Heiratspolitik erwarben die Habsburger im auslaufenden 15. Jahrhundert durch Maximilian I. die burgundischen Niederlande, die Freigrafschaft Burgund und danach die Kronen Spaniens, Böhmens, Kroatiens und Ungarns (Habsburgermonarchie). Mit der böhmischen Krone fiel 1526 auch die Kurfürstenwürde und damit die Stimme des ranghöchsten weltlichen Mitgliedes unter den sieben Kurfürsten endgültig an die Habsburger (zur Rangfolge siehe Kurfürst).
Mit den Nachfolgern von Kaiser Karl V. teilten sich die Habsburger in eine spanische und in eine österreichische Linie. Nach dem Erlöschen der spanischen Linie mit Karl II. 1700 konnten die österreichischen Habsburger sich im spanischen Erbfolgekrieg nicht die spanische Krone sichern, übernahmen aber einen Großteil der spanischen Nebenländer in Italien und den Niederlanden.

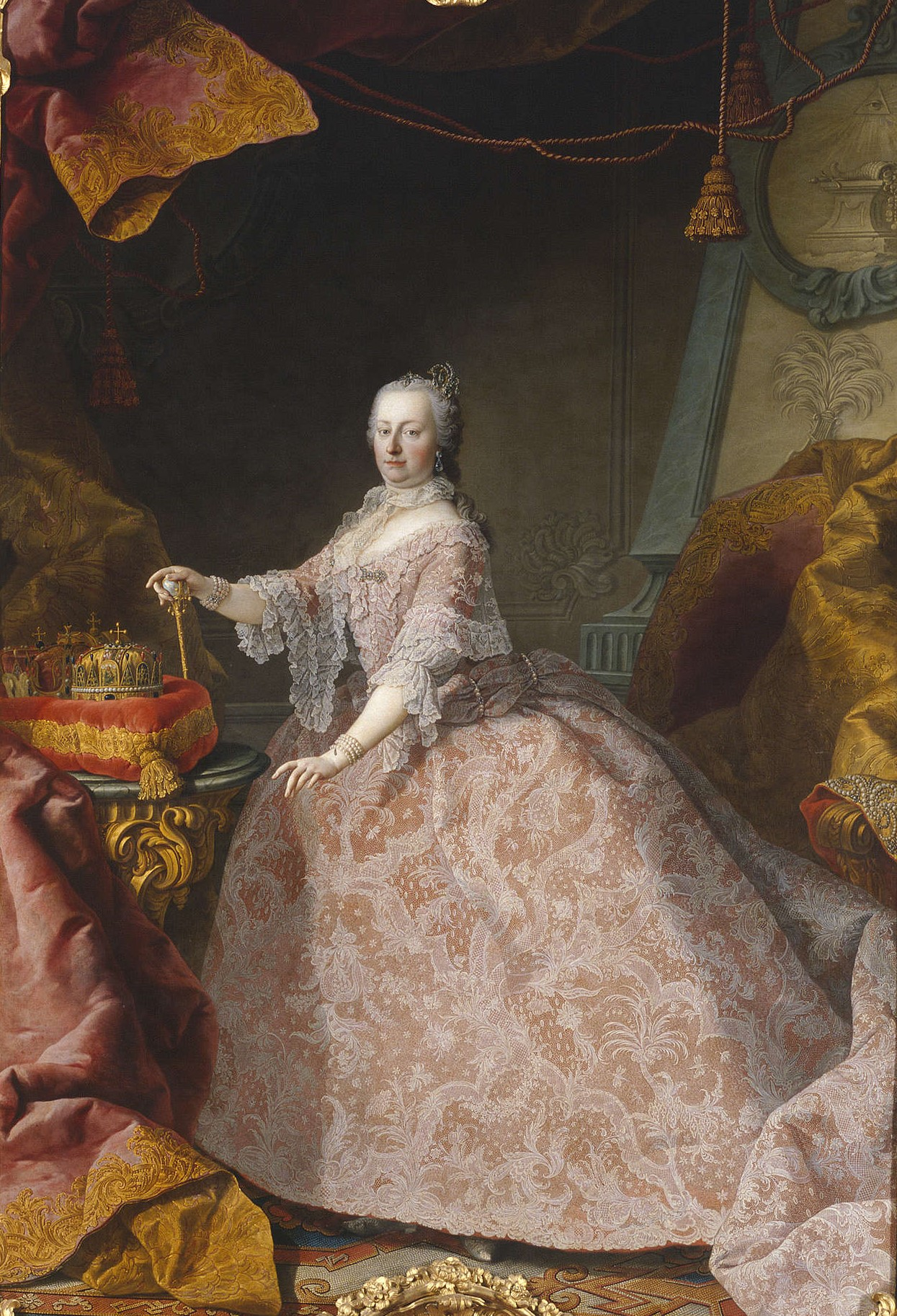
Kaiserin Maria Theresia (1717–1780) war die Erbin der Habsburger. Seit ihrer Heirat mit Franz Stephan von Lothringen nannte sich das Haus Habsburg-Lothringen.

1740 starb auch die österreichische Linie im Mannesstamm aus. Durch die Pragmatische Sanktion von 1713 hatte Karl VI. für diesen Fall das Erbrecht weiblicher Nachkommen gesichert, wodurch seine Tochter Maria Theresia die Herrscherrechte übernahm. Nach ihrer Hochzeit mit Franz Stephan von Lothringen nannte sich die Dynastie Habsburg-Lothringen. Sie stellte nach dem Tod Kaiser Franz’ I. Stephan von 1765 bis 1806 die Kaiser des Heiligen Römischen Reichs Deutscher Nation.
1806 legte Kaiser Franz II. als Folge der napoleonischen Kriege die Krone nieder; das Heilige Römische Reich war damit de facto erloschen.

### Kaisertum Österreich
Schon zuvor, nämlich 1804, hatte Kaiser Franz II. als Franz I. das erbliche Kaisertum Österreich proklamiert, um Ranggleichheit mit Napoleon zu wahren, welcher im gleichen Jahr zum Kaiser der Franzosen proklamiert worden war. Das Kaisertum Österreich umfasste sämtliche habsburgischen Erbländer. 1867 erfolgte die Umwandlung zur Österreichisch-Ungarischen Monarchie; diese zerfiel mit dem Ende des Ersten Weltkrieges 1918.
Im neuen Kaisertum Österreich wurde die im Auftrag von Kaiser Rudolf II. 1602 in Prag angefertigte Privatkrone des Hauses Habsburg zur offiziellen österreichischen Kaiserkrone erklärt, doch fand eine Krönung zum Kaiser von Österreich niemals statt. Allerdings ließ sich Franz I. die Krone tragend malen. Hingegen ließen sich alle österreichische Kaiser – Franz I. (1804–1835), Ferdinand I.(V.) (1835–1848), Franz Joseph I. (1848–1916) und Karl I.(IV.) (1916–1918) – mit der Stephanskrone zu ungarischen Königen krönen, um dem ungarischen Staatsrecht Genüge zu tun; Franz Joseph freilich erst 1867, nach einem fast zwanzigjährigen Kampf mit den ungarischen Ständen. Die Krönung mit der böhmischen Wenzelskrone fand letztmals 1836 für Ferdinand I.(V.) statt. Er war auch der einzige österreichische Kaiser, der (1838) mit der Eisernen Krone der Lombardei gekrönt wurde.

### Habsburger nach 1918

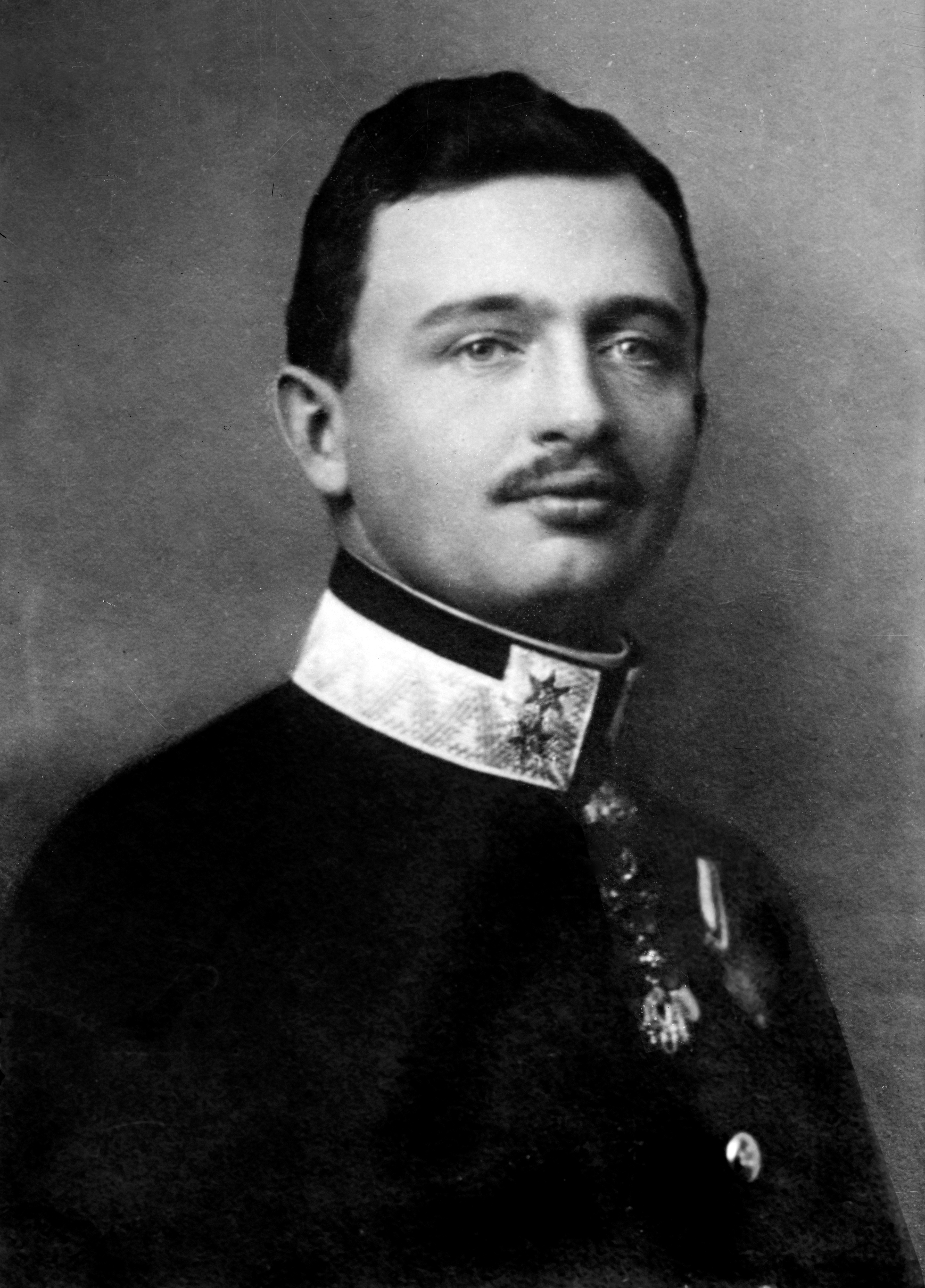
Karl I. (1887–1922) war der letzte Kaiser von Österreich

Am 11. November 1918 verzichtete Kaiser Karl I. für Deutschösterreich „auf jeden Anteil an den Staatsgeschäften“, am 13. November auch als König Karl IV. von Ungarn. Da Karl nicht formell abdankte, konnte – im Unterschied zum Deutschen Reich – jeder Hinweis auf den damals 6-jährigen Kronprinzen Otto entfallen. Die anderen Teile der am 31. Oktober 1918 von Ungarn durch die Beendigung der Realunion aufgelösten Doppelmonarchie machten sich ohne Kontakt mit Karl vom Herrscherhaus unabhängig. Er übersiedelte im März 1919 mit seiner Familie in die Schweiz, um der Internierung in Österreich zu entgehen.
Das Habsburgergesetz Deutschösterreichs vom 3. April 1919 verwies Karl auf Dauer des Landes, alle anderen Mitglieder der Familie Habsburg-Lothringen so lang, als sie nicht offiziell auf ihre Zugehörigkeit zum „Haus Habsburg-Lothringen“ (also zur Dynastie mit ihren Herrschaftsansprüchen) verzichtet und sich als „getreue Staatsbürger der Republik“ bekannt hatten. Außerdem wurden die habsburgischen Familienfonds enteignet (nicht aber „nachweislich persönliches Privatvermögen“). Die Mitglieder des Hauses entschieden sich teils für das republikanische Österreich, teils für das Leben außerhalb der neuen Republik. Bis zur Bundespräsidentenwahl 2010 waren gemäß Bundes-Verfassungsgesetz 1920 mit Art. 60 Abs. 3, 2. Satz, zuletzt in der Fassung vom 1. Juli 2007, die Mitglieder regierender Häuser oder solcher Familien, die ehemals regiert haben, von der Wählbarkeit zum Bundespräsidenten („passives Wahlrecht“) in Österreich ausgenommen. Erst am 16. Juni 2011 wurde der Habsburger-Paragraf vom Österreichischen Nationalrat im Rahmen des Wahlrechtsänderungsgesetzes 2011 aufgehoben und trat in der neuen Fassung (Art. 60 B-VG) am 1. Oktober 2011 in Kraft.
Nach zwei 1921 von der Schweiz aus unternommenen, gescheiterten Restaurationsversuchen König Karls IV. in Ungarn beschloss das ungarische Parlament am 6. November 1921 die Dethronisation des Hauses Habsburg-Lothringen. Ungarn blieb Königreich ohne König unter dem Reichsverweser Miklós Horthy. Karl wurde von den Alliierten nach dem zweiten Restaurationsversuch von Ungarn aus nach Madeira verbannt, wo er 1922 nach schwerer Krankheit verstarb. Seine Witwe Zita durfte erst 1982 wieder nach Österreich einreisen.
Während der Zwischenkriegszeit und des Zweiten Weltkrieges bemühte sich die Familie Habsburg-Lothringen um die Behandlung Österreichs als Opferstaat und verhalf vielen Verfolgten zur Flucht. Familienoberhaupt war von 1930 bis 2006 Otto Habsburg-Lothringen (1912–2011) als ältester Sohn von Kaiser Karl. Er unterzeichnete die von der Republik Österreich geforderte Verzichtserklärung gemäß dem Habsburgergesetz erst 1961. Unter seiner Ägide verlagerten sich die vorrangigen Beschäftigungsgebiete vieler Mitglieder der Familie (darunter vor allem Karl, Georg sowie Walburga) auf die Europapolitik, insbesondere diejenige der Paneuropa-Union, mit deren Gründer, Richard Coudenhove-Kalergi, Otto Habsburg befreundet war.
Seit 2004 gibt es in Österreich die Schwarz-Gelbe Allianz, eine Partei, die sich für die Restauration der Monarchie unter den Habsburgern einsetzt.
Am 1. Januar 2007 übertrug Otto Habsburg-Lothringen die Funktion als Familienoberhaupt an seinen ältesten Sohn Karl.
2011 wurde von Karl Habsburg-Lothringen der St. Georgs-Orden – Ein europäischer Orden des Hauses Habsburg-Lothringen als Herrenclub nach österreichischem Vereinsrecht wiederbegründet.

## Das Wappen der Habsburger

### Entwicklung bis 1804
Das alte Stammwappen der Grafen von Habsburg zeigte in Gold einen roten, blaubewehrten und -bezungten, blaugekrönten Löwen. Auf dem Helm mit rot-goldenen Decken der Löwe wachsend, hinten mit einem ausgekerbten roten Schirmbrett besteckt, dessen Spitzen mit Pfauenfedern bestückt sind. Der Löwe kommt in alten Darstellungen auch ungekrönt vor, und das rückwärtige Schirmbrett der Helmzier auch silbern, wie in der Zürcher Wappenrolle zu sehen, das Schirmbrett wurde (selten) aber auch golden dargestellt.
Das Löwenwappen ist noch in zahlreichen Gemeinde- und Stadtwappen der ehemals habsburgischen Gebiete zu finden, besonders in Vorderösterreich – etwa Rheinfelden (Baden), Bremgarten AG, Laufenburg AG, Laufenburg (Baden), Bonndorf, Bräunlingen und Wislikofen, die Stadt Waldshut erhielt es 1468 als Ehrenwappen. In Munderkingen ist es zusammen mit einem Stern, in Veringenstadt und Gammertingen zusammen mit der Hirschstange von Württemberg abgebildet. Während Sempach noch das alte Wappen mit dem Löwen ausweist ist Sursee zu einem gedrehten, vereinfachten Bindeschildwappen der Herzöge von Österreich übergegangen. Das Wappen von Kriessern zeigt einen liegenden Löwen der zudem den Reichsapfel in den Pranken hält als Hinweis auf den einstigen Reichshof Kriessern.
Als die Habsburger 1282 Herzöge von Österreich wurden, übernahmen sie auch das rot-weiß-rote Landeswappen, den Bindenschild, das in den nachfolgenden Jahren immer mehr zum eigentlichen Wappen der Dynastie wurde. Bereits König Friedrich (III.) der Schöne legte 1325 den Bindenschild auf die Brust des Reichsadlers. Das alte Stammwappen der Grafen von Habsburg trat demgegenüber immer mehr in den Hintergrund.
Das Wappen Kaiser Rudolfs II. zeigt auf der Brust des Reichsadlers einen einfach geteilten Schild, der heraldisch rechts (vom Betrachter aus gesehen also links) den Bindenschild für Österreich, heraldisch links (vom Betrachter rechts) das Wappen Kastiliens zeigt. Maria Theresia führte in der Mitte ihres Wappens nur mehr einen rot-weiß-roten Herzschild, der nun endgültig nicht mehr für ein konkretes Territorium stand, sondern in dynastischem Sinne zu verstehen war. Ihr Sohn Joseph II., mit dem die Herrschaft des Hauses Habsburg-Lothringen einsetzte, spaltete seinen Herzschild, welcher „nunmehro aus dem Österreichisch und Lothringischen Wappen zu bestehen hat“; sein Bruder und Nachfolger Leopold II. fügte diesen beiden Feldern noch das der Toskana hinzu, sodass der Herzschild nunmehr drei Felder enthielt.

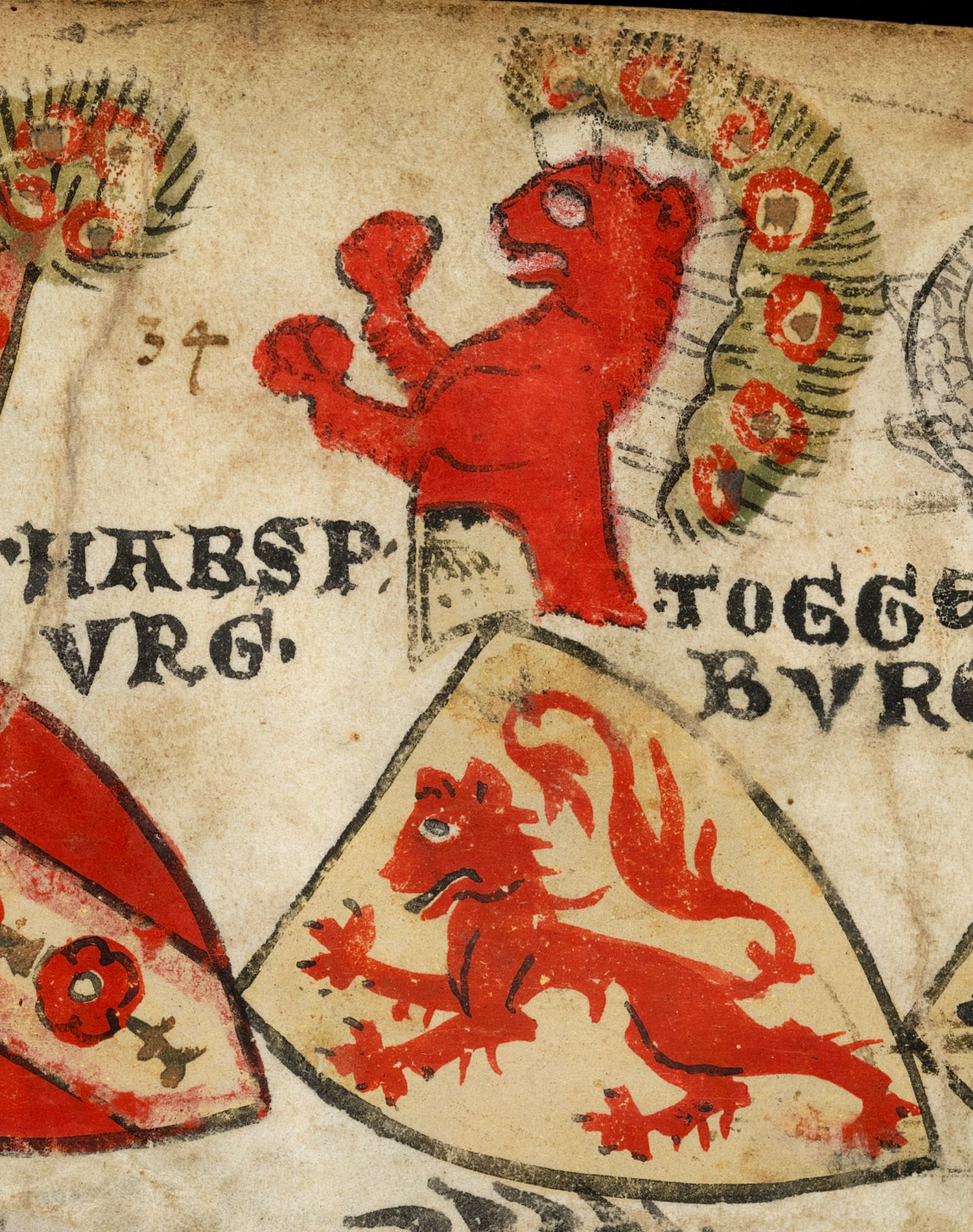
Stammwappen der Habsburger in der Zürcher Wappenrolle um 1340
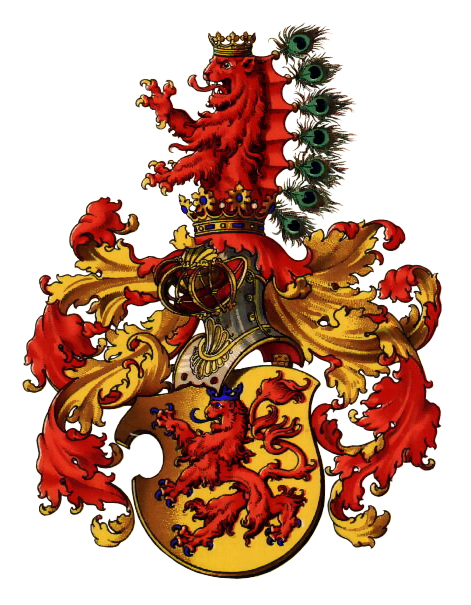
Stammwappen der Habsburger im Renaissancestil aus der Wappenrolle Österreich-Ungarns von Hugo Gerhard Ströhl, Wien 1890, Tafel II.
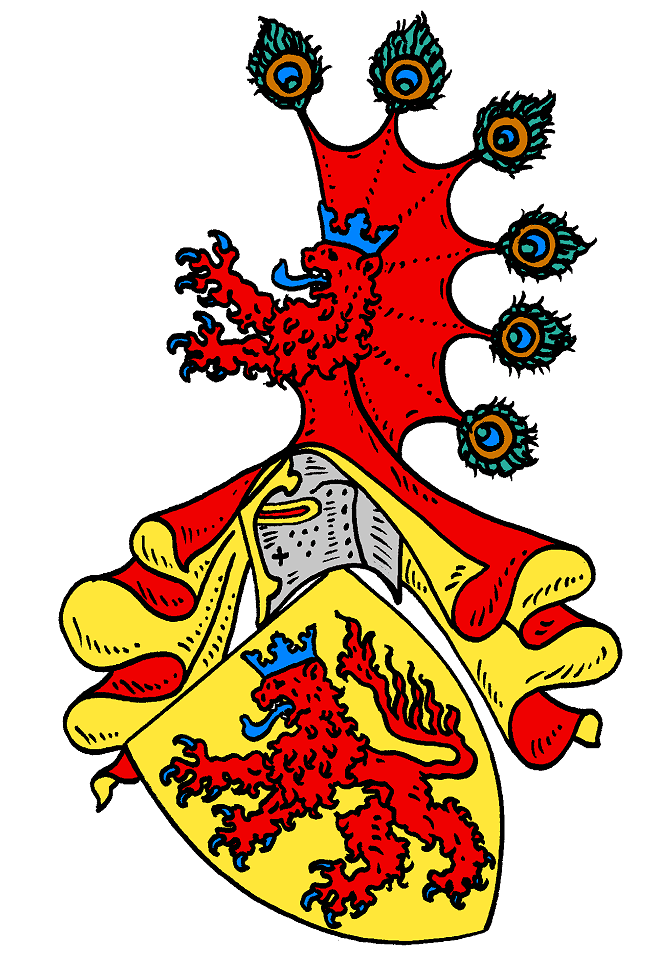
Stammwappen der Habsburger, moderne Darstellung nach alten Wappenbildern
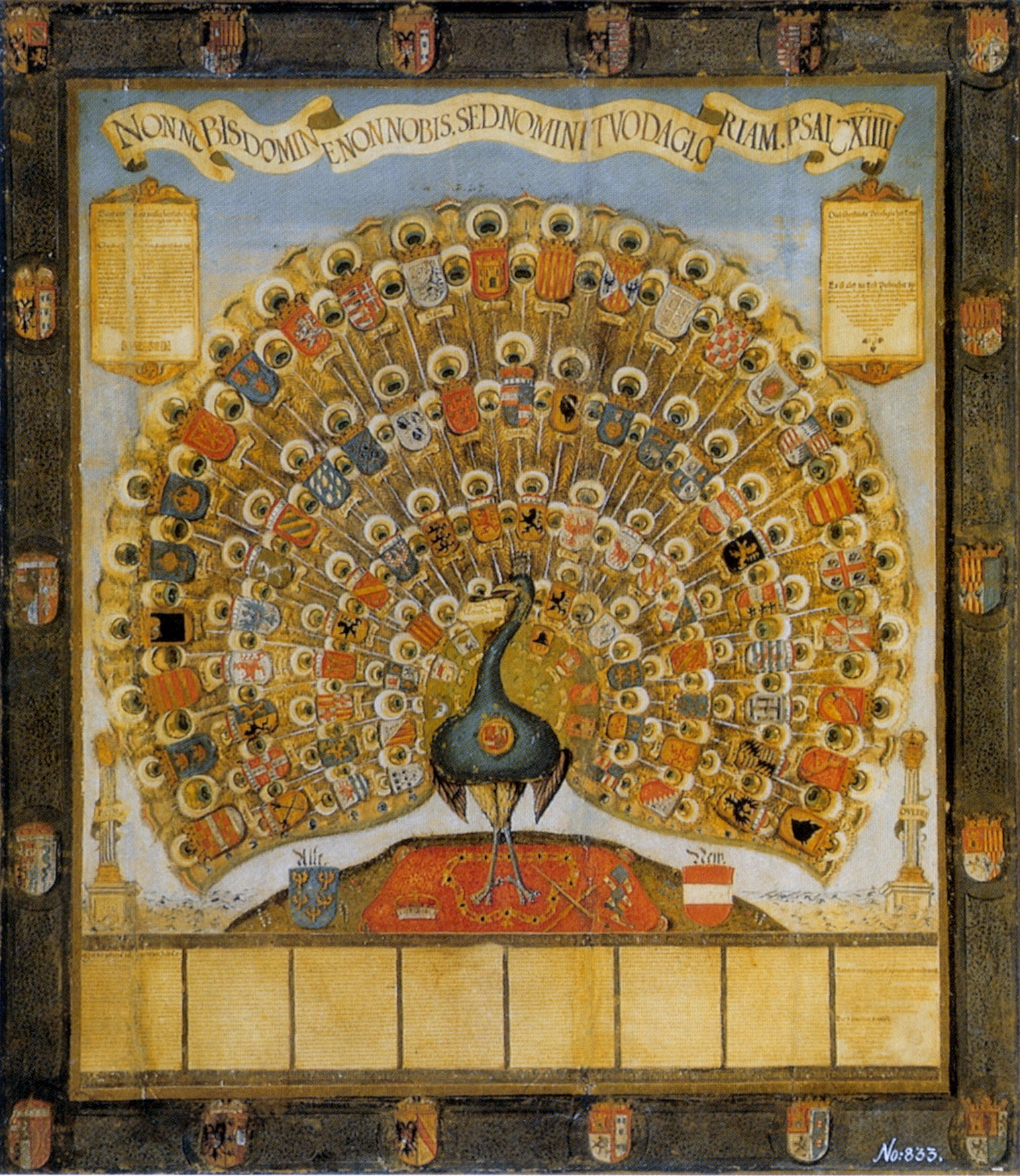
„Habsburger Pfau“ mit den Wappen der Herrschaften des Hauses Habsburg, 1555
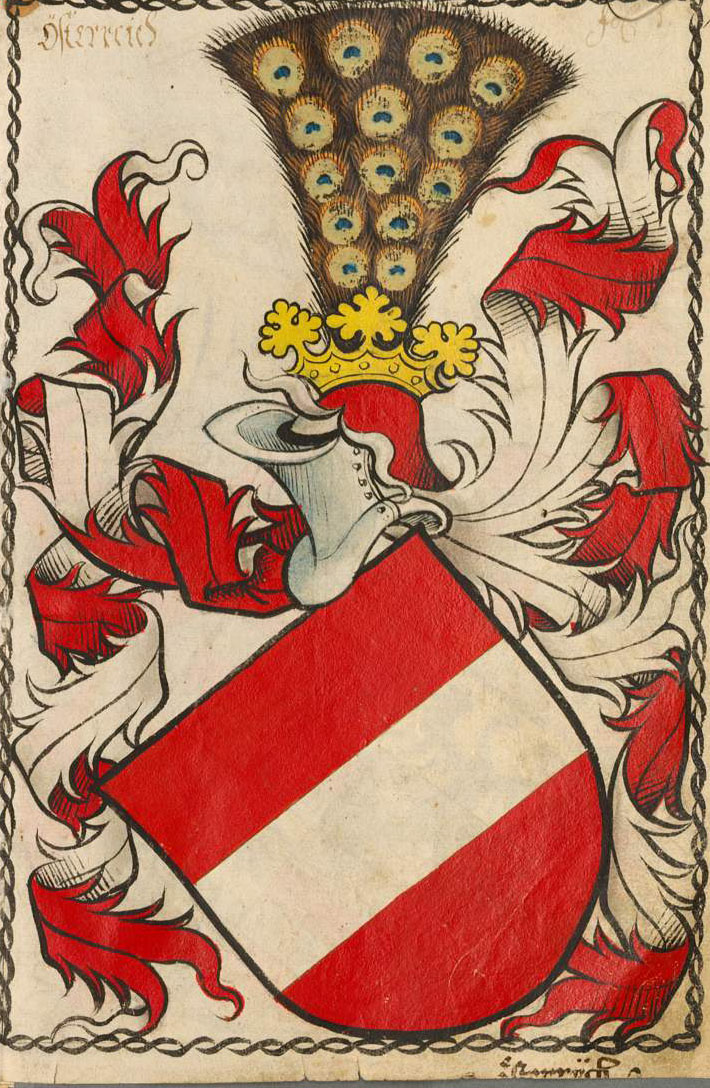
Österreich unter dem Pfauenstoß. Scheiblersches Wappenbuch, älterer Teil
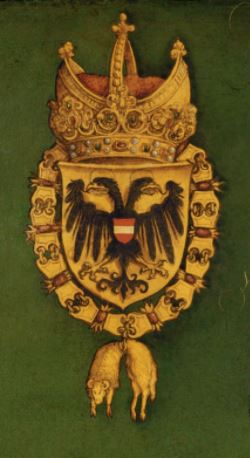
Der Bindenschild auf dem kaiserlichen Doppeladler des Heiligen Römischen Reiches, 1519

### Das Wappen seit Ausrufung des Kaisertums Österreich
Die Ausrufung des Kaisertums Österreich 1804 und das Ende des Heiligen Römischen Reiches 1806 führten zu einer Reihe von Veränderungen in Titel- und Wappenführung der Habsburger. Dabei wurde noch 1804 erklärt, dass das „nunmehrige Wappen des Allerdurchlauchtigsten Hauses Oesterreich“ ein „silberner Querbalken im rothen Felde“, mithin der rot-weiß-rote Bindenschild sei.
1806 aber erlangt der Herzschild seine definitive Form: Der Schild ist zweimal (senkrecht) gespalten und enthält im heraldisch rechten Feld das alte habsburgische Wappen (den roten, blau gekrönten Löwen auf goldenem Grund), im heraldisch linken Feld das Wappen Lothringens (drei silberne, gestümmelte Adler auf einem schrägrechten roten Balken in goldenem Grund), in der Mitte das österreichische Hauswappen (einen silbernen Querbalken auf rotem Grund). Zusammen wird dieses Wappen als „das genealogische Wappen des Allerdurchlauchtigsten regierenden Kaiserhauses“ bezeichnet.

„Das genealogische Wappen des Allerdurchlauchtigsten regierenden Kaiserhauses“, ab 1806

Das kleine Wappen Österreich-Ungarns von November 1915 bis Oktober 1918 war bestimmt zum Gebrauch in den gemeinsamen Einrichtungen der österreichisch-ungarischen Monarchie. Es zeigt
heraldisch rechts (also vom Schildträger aus gesehen) den österreichischen Doppeladler, heraldisch links das ungarische Wappen. Die beiden Wappenschilde werden überragt vom Wappen des Hauses Habsburg-Lothringen: Heraldisch rechts in Gold ein blaugekrönter roter Löwe (Habsburg), im roten Mittelfeld ein silberner Querbalken (Österreich), heraldisch links in Gold ein roter Schrägbalken mit drei gestümmelten silbernen Adlern (Lothringen). Es ist mit einer Königskrone bekrönt und dem Orden vom Goldenen Vlies (Toison d’or) geschmückt. Die Trennung von habsburgischem Hauswappen und Doppeladler erfolgt erst im Zuge der letzten Wappenreform 1915, um den Ungarn entgegenzukommen, für die der Doppeladler die Erinnerung daran darstellte, dass Österreich bis 1866 versucht hatte, Ungarn in einen Einheitsstaat einzugliedern. Der Doppeladler wird daher nur mehr mit dem Kaisertum Österreich – worunter Cisleithanien zu verstehen ist – radiziert und dem gleichberechtigten königlich ungarischen Wappen gegenübergestellt. Beide Wappenschilde werden verbunden durch einen kleineren, sie überragenden Wappenschild mit dem genealogischen Wappen der Habsburger. Der Krieg verhinderte die durchgehende Einführung des neuen Symbols der Doppelmonarchie bis zu ihrer Auflösung 1918.

## Personenlisten

### Genealogie
- Stammliste der Habsburger
- Stammliste des Hauses Habsburg-Lothringen
- Habsburg-Laufenburg und Neu-Kyburg, Seitenlinien des 13. bis 15. Jahrhunderts

### Römisch-deutsche Kaiser und Könige aus dem Haus Habsburg
- Rudolf I., König 1273–1291
- Albrecht I., König 1298–1308
- Friedrich der Schöne, Gegenkönig 1314–1330
- Albrecht II., König 1438–1439
- Friedrich III., König 1440–1486, Kaiser 1452–1493
- Maximilian I., König 1486, Kaiser 1508–1519
- Karl V., König 1519, Kaiser 1520–1556 (abgedankt), † 1558
- Ferdinand I., König 1531, Kaiser 1558–1564
- Maximilian II., König 1562, Kaiser 1564–1576
- Rudolf II., König 1575, Kaiser 1576–1612
- Matthias, König u. Kaiser 1612, † 1619
- Ferdinand II., König u. Kaiser 1619–1637
- Ferdinand III., König 1636, Kaiser 1637–1657
- Ferdinand IV., König 1653–1654
- Leopold I., König u. Kaiser 1658–1705
- Joseph I., König 1690, Kaiser 1705–1711
- Karl VI., König u. Kaiser 1711–1740

### Römisch-deutsche Kaiser und Könige aus dem Haus Habsburg-Lothringen
- (Franz I. Stephan, König u. Kaiser 1745–1765, Haus Lothringen)
- Joseph II., König 1764, Kaiser 1765–1790
- Leopold II., König u. Kaiser 1790–1792
- Franz II., König u. Kaiser 1792–1806 (Reich erloschen, Krone niedergelegt), † 1835

### Kaiser von Österreich aus dem Haus Habsburg-Lothringen
- Franz I., Kaiser 1804–1835
- Ferdinand I., Kaiser 1835–1848 (Regierung abgegeben, Titel behalten), † 1875
- Franz Joseph I., Kaiser 1848–1916
- Karl I. Kaiser 1916–1918 (1918 Verzicht auf jeden Anteil an den Staatsgeschäften, Ausrufung der Republik, Exil ohne Abdankung), † 1922

### Familienoberhäupter seit 1918
- Karl bis 1922
- Otto von Habsburg 1922–2006 (bis zur Volljährigkeit 1930 unter Mutter Zita)
- Karl Habsburg-Lothringen seit 2007

### Kaiser von Mexiko aus dem Haus Habsburg-Lothringen
- Maximilian I. 1864–1867

### Könige von Spanien und Portugal aus dem Haus Habsburg (Casa de Austria)
Siehe auch Spanien unter den Habsburgern
- Philipp I. 1504–1506 (König von Kastilien in Vertretung seiner Ehefrau Johanna I.)
- Karl I. 1516–1556 (Statthalterinnen u. a. María de Austria 1548–1551; Juana de Austria 1554–1559)
- Philipp II. (in Portugal: Philipp I.) 1556/1580–1598 (in Portugal Albrecht de Austria 1583–1595 als Vizekönig)
- Philipp III. (in Portugal: Philipp II.) 1598–1621
- Philipp IV. (in Portugal: Philipp III.) 1621–1640/1665
- Karl II. 1665–1700 (Anfangs Regentschaft seiner Mutter Maria Anna; ab 1669 Juan José als Vizekönig unterschiedlicher Territorien)
- Maria Anna 1716, 1742–1750 (Regent von Portugal nach dem Schlaganfall ihres Ehemannes König Johann V.)
- Maria Christina 1885–1902 (Regent von Spanien nach dem Tod ihres Ehemannes König Alfons XII. für ihre minderjährigen Kinder.)

### Könige von Böhmen und Ungarn aus den Häusern Habsburg und Habsburg-Lothringen
- Rudolf I. (nur König v. Böhmen) 1306–1307
- Albrecht (als römisch-deutscher König: Albrecht II.) 1438–1439
- Ladislaus V. Postumus 1440–1457 (Anfangs Regentschaft seiner Mutter Elisabeth von Luxemburg)
- Ferdinand I. (röm.-dt. Kaiser Ferdinand I.) 1527–1564
- Maximilian (röm.-dt. Kaiser Maximilian II.) 1564–1576
- Rudolf (röm.-dt. Kaiser Rudolf II.) 1576–1608
- Matthias II. (röm.-dt. Kaiser Matthias) 1608–1619
- Ferdinand II. (röm.-dt. Kaiser Ferdinand II.) 1619–1637
- Ferdinand III. (röm.-dt. Kaiser Ferdinand III.) 1637–1657
- Ferdinand IV. (röm.-dt. König (= Thronfolger) Ferdinand IV.)
- Leopold I. (röm.-dt. Kaiser Leopold I.) 1657–1705
- Joseph I. (röm.-dt. Kaiser Joseph I.) 1705–1711
- Karl II. (Böhmen) / III. (Ungarn) (röm.-dt. Kaiser Karl VI.) 1711–1740
- Maria Theresia (Rex Bohemiae, Rex Hungariae) 1740–1780
- Joseph II. (röm.-dt. Kaiser Joseph II.) 1780–1790
- Leopold II. (röm.-dt. Kaiser Leopold II.) 1790–1792
- Franz I. (Kaiser Franz I. von Österreich) 1792–1835
- Ferdinand V. (Kaiser Ferdinand I. von Österreich) 1835–1848
- Franz Joseph I. (Kaiser Franz Joseph I. von Österreich) 1848–1916
- Karl III. (Böhmen) / IV. (Ungarn) (Kaiser Karl I. von Österreich) 1916–1918

### Könige des Königreichs Lombardo-Venetien
- Franz I., 1804–1835 (Vizekönige unter anderem Anton Victor von Österreich 1816–1818; Rainer von Österreich 1818–1835)
- Ferdinand I., 1835–1848 (Vizekönig Rainer von Österreich 1835–1848)
- Franz Joseph I., 1848–1866 (Generalgouverneur u. a. Ferdinand Maximilian von Österreich 1857–1859)

### Landesherren von Österreich aus den Häusern Habsburg und Habsburg-Lothringen
siehe dazu:
- Liste der Markgrafen und Herzöge von Österreich im Mittelalter 871–1457/1463
- Liste der Erzherzöge von Österreich 1457/1463–1918
- Listen der habsburgischen Nebenlinien:
  - Liste der Herrscher von Innerösterreich (Steiermark, Kärnten, Krain und Küstenlande) 1379/1411–1457 (Albertiner und Leopoldiner) und 1564–1619
  - Liste der Herrscher von Tirol 1363–1490 und 1564–1665 (ältere und jüngere Tiroler Linie)

### Landesherren und Statthalter des Burgunderstaates bzw. der Niederlande aus den Häusern Habsburg und Habsburg-Lothringen
- (Maria von Burgund, Herzogin von Burgund 1477-1482, Haus Burgund, ab August 1477 mit Maximilian von Österreich iure uxoris)
- Philipp IV. (König Philipp I. v. Kastilien) 1482–1506
- Karl II. (röm.-dt. Kaiser Karl V.) 1506–1555 (Statthalterinnen unter anderem Margarete von Österreich 1507–1530; Maria von Ungarn 1531–1555)
- Philipp V. (König Philipp II. v. Spanien) 1555–1598 (Statthalter u. a. Margarete von Parma 1559–1567; Juan de Austria 1576–1578; Ernst von Österreich 1594–1595; Albrecht VII. von Habsburg 1596–1598)
- Albrecht VII. von Habsburg und Isabella von Spanien, 1598–1621
- Philipp VI. (König Philipp IV. v. Spanien) 1621–1665 (Statthalter u. a. Isabella von Spanien 1621–1633; Ferdinand von Spanien 1633–1641; Leopold Wilhelm von Österreich 1647–1656; Juan José de Austria 1656–1659)
- Karl III. (König Karl II. v. Spanien) 1665–1700
- Karl IV. (röm.-dt. Kaiser Karl VI.) 1700/14–1740 (Statthalterin u. a. Maria Elisabeth von Österreich 1724–1741)
- Maria Theresia (Maria Theresia v. Österreich) 1740–1780 (Statthalterin u. a. Maria Anna von Österreich 1744)
- Joseph (röm.-dt. Kaiser Joseph II.) 1780–1790 (Statthalterin u. a. Marie Christine von Österreich 1781–1793)
- Leopold (röm.-dt. Kaiser Leopold II.) 1790–1792
- Franz (röm.-dt. Kaiser Franz II.) 1793–1794 (Statthalter u. a. Karl von Österreich-Teschen 1793–1794)

### Großherzöge der Toskana aus dem Haus Habsburg-Lothringen und Regentschaft aus dem Haus Habsburg
- Maria Magdalena 1621–1628 (Regent nach dem Tod ihres Ehemannes Großherzog Cosimo II. de’ Medici für ihren minderjährigen Sohn.)
- Franz Stephan v. Lothringen (röm.-dt. Kaiser Franz I.) 1737–1765
- Leopold I. (röm.-dt. Kaiser Leopold II.) 1765–1790
- Ferdinand III. 1790–1800, nochmals 1814–1824
- Leopold II. 1824–1849, nochmals 1849–1859
- Ferdinand IV. 1859–1860 (Anschluss an Königreich Sardinien)

### Herzöge von Modena aus dem Haus Habsburg-Lothringen bzw. Österreich-Este
- (Maria Beatrice, regierte Massa und Carrara 1790–1797 & 1814–1829, Haus Este)
- Franz IV. 1814–1846, 1829–1846 in Massa und Carrara
- Franz V. 1846–1848, 1849–1859

### Herzöge von Parma aus den Häusern Habsburg und Habsburg-Lothringen
- Karl II. (röm.-dt. Kaiser Karl VI.) 1735–1740
- Maria Theresia 1740–1748
- Marie-Louise 1814–1847

### Erzbischöfe und Kurfürsten von Köln, Fürstbischöfe von Münster aus dem Haus Habsburg-Lothringen
- Maximilian Franz von Österreich 1784–1801
- Anton Viktor von Österreich 1801

### Reichsverweser des Deutschen Reiches (1848–1849) aus dem Haus Habsburg-Lothringen
- Johann 1848–1849

### Palatine und Reichsverweser des Königreichs Ungarn aus dem Haus Habsburg-Lothringen
- Alexander Leopold, Palatin 1790–1795
- Joseph Anton, Palatin 1796–1847
- Stefan Franz, Palatin 1847–1848
- Albrecht von Österreich-Teschen, Generalgouverneur 1851–1860
- Joseph August, Reichsverweser 1919

### Hoch- und Deutschmeister des Deutschen Ordens aus den Häusern Habsburg und Habsburg-Lothringen
- Maximilian von Österreich 1590–1618
- Karl von Österreich 1618–1624
- Leopold Wilhelm von Österreich 1641–1662
- Karl Joseph von Österreich 1662–1664
- (Karl Alexander von Lothringen 1761–1780)
- Maximilian Franz von Österreich 1780–1801
- Karl von Österreich-Teschen 1801–1804
- Anton Viktor von Österreich 1804–1835
- Maximilian Joseph von Österreich-Este 1835–1863
- Wilhelm von Österreich-Teschen 1863–1894
- Eugen von Österreich-Teschen 1894–1923

### Fürstäbtissinnen der Tiroler Damenstifte aus den Häusern Habsburg und Habsburg-Lothringen
- Magdalena von Österreich, Damenstift Hall in Tirol 1567–1590
- Maria Elisabeth von Österreich, Damenstift Innsbruck 1780–1808

### Fürstäbtissinnen des Adeligen Damenstiftes Prag aus dem Haus Habsburg-Lothringen
- Maria Anna von Österreich (1738–1789) 1766–1789
- Maria Anna von Österreich (1770–1809) 1791–1800
- Maria Theresia von Österreich-Teschen 1834–1835
- Hermine Amelie Marie von Österreich 1839–1842
- Maria Karolina von Österreich 1844–1852
- Maria Christina von Österreich 1878–1979
- Maria Antonia von Österreich-Toskana 1880–1883
- Margarete Sophie von Österreich 1886–1893
- Karoline von Österreich-Toskana 1893–1894
- Maria Annunziata von Österreich 1894–1918

### Weitere
- Liste der römisch-deutschen Herrscher
- Liste der Herrscher Kroatiens
- Liste der Herrscher von Ungarn
- Liste der mährischen Herrscher
- Liste der böhmischen Herrscher
- Liste der Staatsoberhäupter von Spanien
- Liste der Herrscher der Toskana
- Liste der Herrscher von Parma
- Liste der Hochmeister des Deutschen Ordens
- Liste der Palatine von Ungarn